# Comuna Tovsta, Bilopillea
Tovsta (în ucraineană Товста) este o comună în raionul Bilopillea, regiunea Sumî, Ucraina, formată din satele Komarîțke și Tovsta (reședința).

## Demografie
Componența lingvistică a comunei Tovsta
     Ucraineană (99,15%)
     Alte limbi (0,86%)
Conform recensământului din 2001, majoritatea populației comunei Tovsta era vorbitoare de ucraineană (99,15%), existând în minoritate și vorbitori de alte limbi.